# 薄井信明
薄井信明（日语：／ Usui Nobuaki，1941年1月1日—）是，日本大藏官僚。

## 人物
東京府出生。东京大学经济学部（国际金融的小宫讨论发布会）毕业后，大藏省入省（大臣官房调查课）。同期入省是，榊原英资（財務官）。

## 简历
- 1965年 大藏省入省。
- 1966年9月 大阪国税局调查部。
- 1967年4月 大臣官房调查企划课。
- 1968年4月 主税局国际租税课。
- 1970年7月 伊势税务署长。
- 1971年7月 目黑税务署长。
- 1972年7月 国税厅长官官房人事课长补佐。
- 1981年7月 大臣官房文书课广报室长。
- 1982年 三重县总务部长。
- 1983年 主税局调查课长。
- 1986年6月 主税局税制第三课长。
- 1986年7月 主税局税制第二课长。
- 1989年6月 主税局总务课长。
- 1990年6月 名古屋国税局长。
- 1991年6月 大臣官房审议官（主税局担当）。
- 1995年5月 主税局长。
- 1998年1月 国税厅长官。
- 1999年7月8日 大藏事务次官。
- 2000年6月 退休。
- 2003年1月 国民生活金融公库总裁。
- 2011年6月 科樂美社外监查役[1]。
- 2012年6月 歐力士株式会社社外取缔役。